# Coppa Placci 1976
La Coppa Placci 1976, ventiseiesima edizione della corsa, si svolse il 25 aprile 1976 su un percorso di 254 km. La vittoria fu appannaggio dell'italiano Fausto Bertoglio, che completò il percorso in 6h28'28", precedendo i connazionali Francesco Moser e Pierino Gavazzi.

## Ordine d'arrivo (Top 10)
| Pos. | Corridore          | Squadra            | Tempo    |
| ---- | ------------------ | ------------------ | -------- |
| 1    | Fausto Bertoglio   | Jollj Ceramica     | 6h28'28" |
| 2    | Francesco Moser    | Sanson             | a 52"    |
| 3    | Pierino Gavazzi    | Jollj Ceramica     | s.t.     |
| 4    | Franco Bitossi     | Zonca-Santini      | s.t.     |
| 5    | Roger De Vlaeminck | Brooklyn           | s.t.     |
| 6    | Bruno Wolfer       | Zonca-Santini      | s.t.     |
| 7    | Enrico Paolini     | Scic               | s.t.     |
| 8    | Felice Gimondi     | Bianchi-Campagnolo | s.t.     |
| 9    | Costantino Conti   | Magniflex-Torpado  | s.t.     |
| 10   | Italo Zilioli      | Furzi-Vibor        | s.t.     |